# Centenbak (geld)

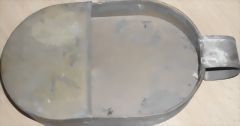
Centenbak

Een centenbak of mansbakje is een bakje waarmee muntgeld ingezameld kan worden, vooral veel gebruikt door mensen die hun brood verdienen met een draaiorgel op straat. Zij rammelen vaak met de maat van de muziek mee. Het draaiorgel is bijna uit het straatbeeld verdwenen, maar toch zijn er nog wel enkele te vinden, vooral in de (grote) steden.

## Trivia
- Een forse, vooruitstekende onderlip of kaak wordt ook wel een centenbakje genoemd, omdat deze er enigszins op lijkt.